# لانجیک
لانجیک (به ارمنی: Լանջիկ) یک روستا در ارمنستان است که در استان شیراک واقع شده‌است. لانجیک در  کیلومتری شمال گیومری، مرکز استان شیراک واقع شده است.

## خصوصیات
لانجیک ۹۲۴ نفر جمعیت دارد و در ارتفاع  متر بالاتر از سطح دریا قرار گرفته است.

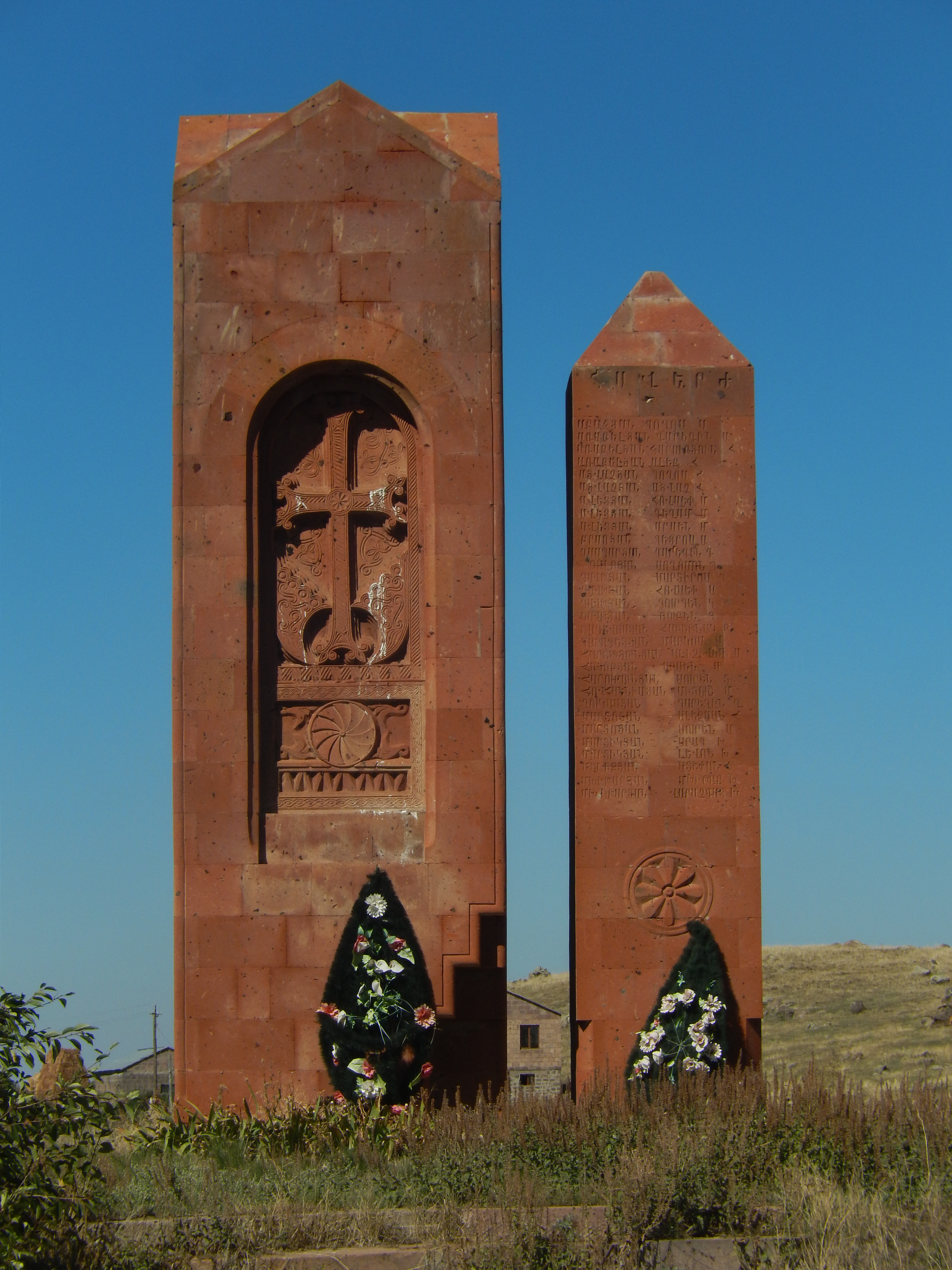
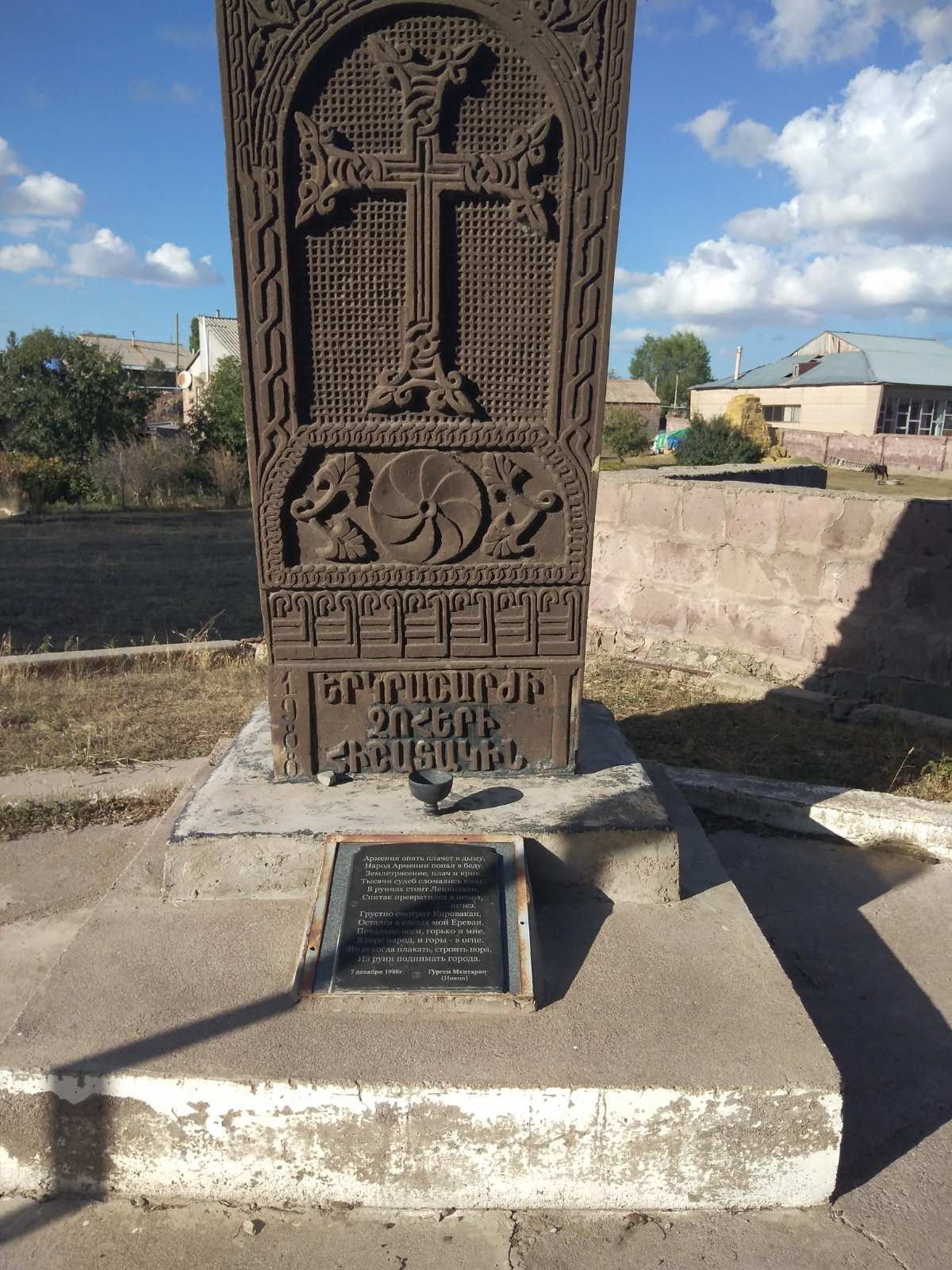
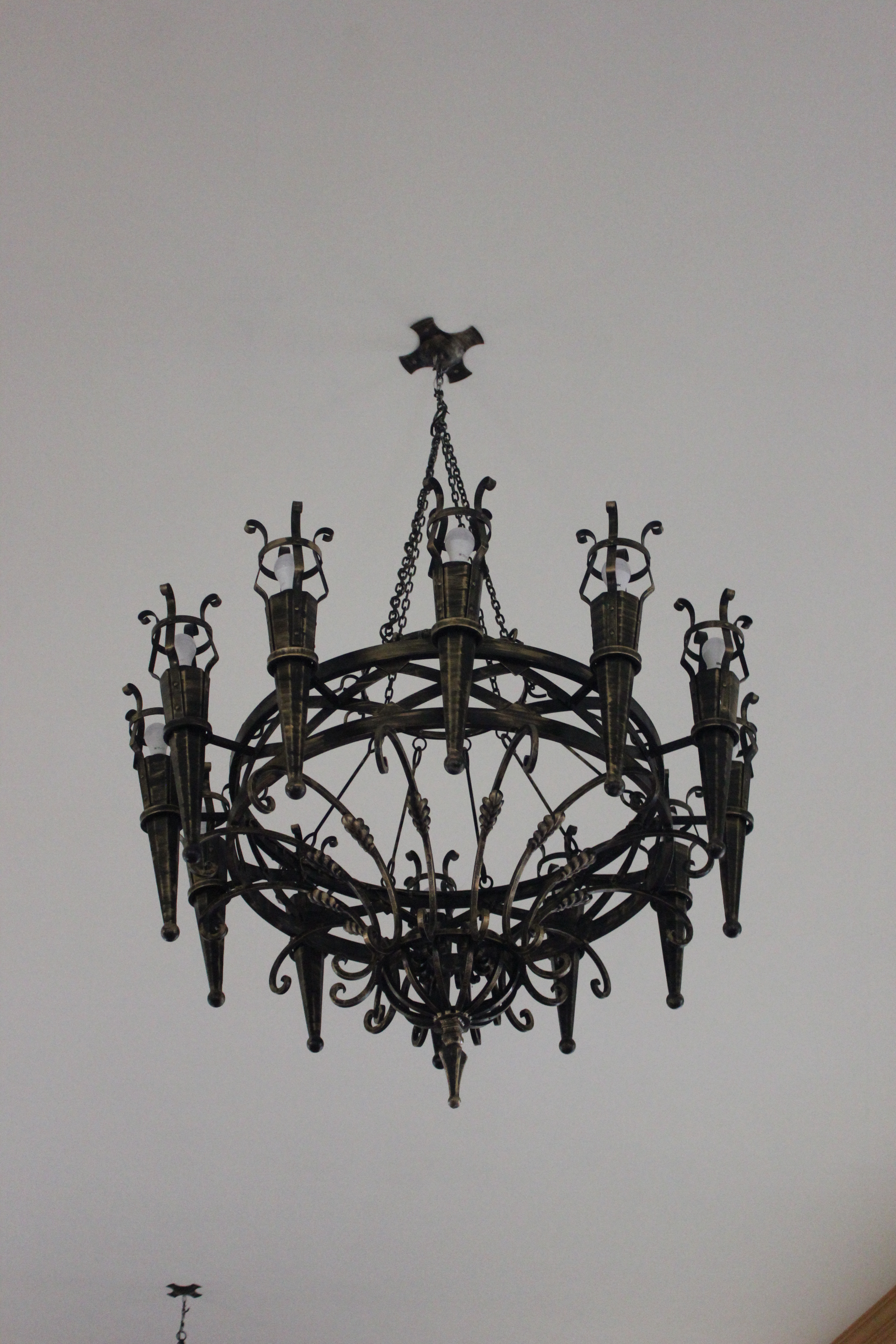